# Sännsjölandet och Lillsjöhögen
Sännsjölandet och Lillsjöhögen är en av SCB avgränsad och namnsatt småort i Östersunds kommun i Jämtlands län. Småorten omfattar bebyggelse i byn Sännsjölandet och i en del av byn Lillsjöhögen, båda belägna i Lits distrikt (Lits socken).